# High Kelling
High Kelling är en civil parish i Storbritannien.   Den ligger i grevskapet Norfolk och riksdelen England, i den sydöstra delen av landet, 180 km nordost om huvudstaden London. Antalet invånare är 515. Arean är 1,5 kvadratkilometer.
Terrängen i High Kelling är mycket platt.